# Piłka ręczna na Letnich Igrzyskach Olimpijskich Młodzieży 2010
Piłka ręczna na Letnich Igrzyskach Olimpijskich Młodzieży 2010 odbyło się w dniach 20 - 25 sierpnia w Suntec Singapore International Convention and Exhibition Centre w Singapurze. Został rozegrany turniej chłopców i dziewcząt, w którym wystąpiło po 6 zespołów.

## Turniej chłopców

### Drużyny zakwalifikowane
| Afryka - Egipt Ameryka Południowa - Brazylia | Azja - Singapur (gospodarz) - Korea Południowa | Europa - Francja Oceania - Wyspy Cooka |

## Turniej dziewcząt

### Drużyny zakwalifikowane
| Afryka - Angola Ameryka Południowa - Brazylia | Azja - Kazachstan Oceania - Australia | Europa - Dania - Rosja |

## Medale
| Konkurencja                 | Złoto | Srebro           | Brąz     |
| Turniej chłopców szczegóły  | Egipt | Korea Południowa | Francja  |
| Turniej dziewcząt szczegóły | Dania | Rosja            | Brazylia |